# 대한민국 형사소송법 제172조
대한민국 형사소송법 제172조는 법원 외의 감정에 대한 형사소송법의 조문이다.

## 조문
제172조(법원 외의 감정) ① 법원은 필요한 때에는 감정인으로 하여금 법원 외에서 감정하게 할 수 있다.
②전항의 경우에는 감정을 요하는 물건을 감정인에게 교부할 수 있다.
③피고인의 정신 또는 신체에 관한 감정에 필요한 때에는 법원은 기간을 정하여 병원 기타 적당한 장소에 피고인을 유치하게 할 수 있고 감정이 완료되면 즉시 유치를 해제하여야 한다.
④전항의 유치를 함에는 감정유치장을 발부하여야 한다.  <개정 1973.1.25.>
⑤제3항의 유치를 함에 있어서 필요한 때에는 법원은 직권 또는 피고인을 수용할 병원 기타 장소의 관리자의 신청에 의하여 사법경찰관리에게 피고인의 간수를 명할 수 있다.  <신설 1973.1.25.>
⑥법원은 필요한 때에는 유치기간을 연장하거나 단축할 수 있다.  <신설 1973.1.25.>
⑦구속에 관한 규정은 이 법률에 특별한 규정이 없는 경우에는 제3항의 유치에 관하여 이를 준용한다. 단, 보석에 관한 규정은 그러하지 아니하다.  <신설 1973.1.25.>
⑧제3항의 유치는 미결구금일수의 산입에 있어서는 이를 구속으로 간주한다.  <신설 1973.1.25.>

第172條(法院 外의 鑑定) ① 法院은 必要한 때에는 鑑定人으로 하여금 法院 外에서 鑑定하게 할 수 있다.
②前項의 境遇에는 鑑定을 要하는 物件을 鑑定人에게 交付할 수 있다.
③被告人의 精神 또는 身體에 關한 鑑定에 必要한 때에는 法院은 期間을 定하여 病院 其他 適當한 場所에 被告人을 留置하게 할 수 있고 鑑定이 完了되면 卽時 留置를 解除하여야 한다.
④前項의 留置를 함에는 鑑定留置狀을 發付하여야 한다.  <개정 1973.1.25.>
⑤第3項의 留置를 함에 있어서 必要한 때에는 法院은 職權 또는 被告人을 收容할 病院 其他 場所의 管理者의 申請에 依하여 司法警察官吏에게 被告人의 看守를 命할 수 있다. <新設 1973.1.25.>
⑥法院은 必要한 때에는 留置期間을 延長하거나 短縮할 수 있다. <新設 1973.1.25.>
⑦拘束에 關한 規定은 이 法律에 特別한 規定이 없는 境遇에는 第3項의 留置에 關하여 이를 準用한다. 但, 保釋에 관한 規定은 그러하지 아니하다. <新設 1973.1.25.>
⑧第3項의 留置는 未決拘禁日數의 算入에 있어서는 이를 拘束으로 看做한다. <新設 1973.1.25.>

## 참고 문헌
- 손동권 신이철, 새로운 형사소송법(초판, 2013), 세창, 2013. ISBN 9788984114081